# Gare de La Chapelle
La gare de La Chapelle est une ancienne gare ferroviaire française de la ligne d'Arches à Saint-Dié. Elle est située à La Chapelle-devant-Bruyères, dans le département des Vosges, en région Grand Est.

## Situation ferroviaire
Elle est située au point kilométrique (PK) 25,555 de la ligne d'Arches à Saint-Dié, entre les gares fermées de Laveline-devant-Bruyères et de Biffontaine.

## Histoire
La gare de Corcieux - Vanémont est mise en service le 11 juillet 1874 par la Compagnie des Chemins de fer de l'Est lors de l'inauguration de la section de Laveline à La Chapelle de la ligne d'Épinal à Saint-Dié.
Terminus provisoire de la ligne d'Épinal à Saint-Dié de 1874 à 1876, la gare a été fermée au trafic bien avant 2018[Quand ?].